# H. N. Goddard
H.N. Goddard (1871-1938) fue un micólogo y agrónomo estadounidense.
Su interés especial fue la flora fúngica del suelo agrícola; trabajó enfáticamente en el estudio fúngico de especies beneficiosas y perjudiciales para la producción agrícola. Un ejemplo fue Coccospora agricola, que clasificó y estudió.

## Publicaciones
- Goddard, H.N. 1913. Can fungi living in agricultural soil assimilate free nitrogen. Botanical Gazette 56: 249-305, 18 figs.
- La abreviatura «Goddard» se emplea para indicar a H. N. Goddard como autoridad en la descripción y clasificación científica de los vegetales.[2]